# Dolby Surround

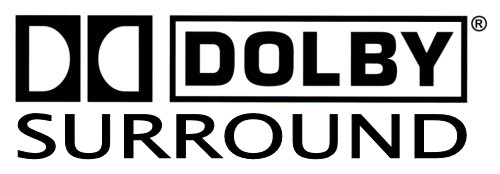

Dolby Surround es la contraparte para codificación de la decodificación Dolby Pro Logic, pero las primeras implementaciones caseras del decodificador Dolby Surround fueron llamadas Dolby Surround lo cual dio lugar a confusión. Los decodificadores Dolby Surround y Dolby Pro Logic son similares en principio, debido a que los 2 usan tecnología "Matrix" para extraer canales adicionales de sonido codificado en Estéreo.
Es un programa obsoleto debido a que sus canales de frecuencia 2.5 y 2.8 están fuera del programa contrapenetrante del Dolby Digital.